# Птицесовхоз «Сараст»
Птицесовхоз Сараст — посёлок в Атяшевском районе Республики Мордовия Российской Федерации. Входит в состав Атяшевского городского поселения.

## География
Расположен в 3 км от районного центра и железнодорожной станции Атяшево.

## История
Посёлок основан в 1931 году переселенцами из сёл Батушево, Кулясово, Малые Манадыши, Шейн-Майдан и других. Состоял из 3-квартирного дома барачного типа, глинобитного производственного помещения (птичник) и здания конторы. С 1958 г. птицесовхоз — многоотраслевое сельскохозяйственное предприятие, в которое вошли колхозы им. Чапаева и «Красный луч», составившие птицеводческое, животноводческое и зерновое отделения. В 1970—1980-е гг. были введены в действие птицеводческий комплекс с клеточным содержанием птицы, инкубационные и другие корпуса. В 1997 году птицесовхоз реорганизован в ГУСП, с 2001 г. — ЗАО «Агро-Атяшево» с 3 отделениями.

## Население
| 2002 | 2010 |
| ---- | ---- |
| 512  | ↗524 |

Численность населения — 524 чел. (2010 год), в основном русские и мордва.

## Современное состояние
В современном посёлке — начальная школа, Дом культуры с библиотекой, медпункт, детский сад, 1 магазин.